# 大砻坊街道
大砻坊街道是中华人民共和国安徽省芜湖市镜湖区下辖的一个街道办事处。

## 行政区划
大砻坊街道下辖以下村级行政区划单位：
淳良里社区、金马门社区、北门口社区、教场东村社区、高长街社区、大砻坊社区和海南渡社区。